# Карлайлский собор
Карлайлский собор (англ. Carlisle Cathedral), полностью Кафедральный собор Святой и Неделимой Троицы — кафедральный собор епархии Карлайл в английском графстве Камберленд и резиденция епископа. Основан как августинский приорат, в 1133 году сделан собором.
Является вторым среди самых маленьких средневековых соборов в Англии. Среди его достопримечательностей — образцы скульптурной резьбы по камню, средневековые мизерикордии на хорах и самое большое окно в текучем стиле декоративной английской готики.
| Длина                  | 239 футов (73 м) |
| Ширина (с трансептами) | 141 фут (43 м)   |
| Высота под сводами     | 72 фута (22 м)   |
| Высота башни           | 110 футов (34 м) |

## История
Храм был заложен в 1122 году при Генрихе I канониками, соблюдавшими строгие правила реформированного устава французского аббатства Арруаз, испытавшего сильно влияние аскетических практик цистерцианцев. Об эту пору в Англии вообще было выстроено много крупных церквей августинского ордена, потому что к нему принадлежал Архиепископ Кентерберийский Вильгельм де Корбейль, но лишь четыре из них стали соборами (большинство соборов принадлежало бенедиктинцам). Первым приором стал англичанин по имени Этельвольд. В 1133 году церковь стала собором, а Этельвольд — первым Епископом Карлайльским (1133-55). В 1233 году к соборному монастырю присоединились два городских религиозных братства, а при соборе возникли доминиканское и францисканское. В XIII—XIV веках здание было перестроено, отчасти под влиянием Эдуарда I, чей двор располагался в Карлайле. В 1292 году церковь пострадала от пожара, при этом полностью сгорели хоры.
В XV—начале XVI веков монастырские постройки обновлялись. После роспуска монастырей в 1536 году Карлайлский собор получил секулярный капитул, который сохраняется по сей день. В годы английской революции часть нефа собора была разобрана шотландской армией ковенантеров на стройматериалы для укрепления Карлайльского замка. В первой половине XIX века собор стал предметом геометрических исследований архитектора, топографа и писателя Роберта Уильяма Биллингса. В 1853—1870 годах Карлайльский собор реставрировал архитектор Юэн Христиан.
В соборе похоронен известный религиозный мыслитель Уильям Пейли, который в 1782—1805 гг. служил в нем архидиаконом.

## Архитектура
- Вид собора в 1783 году
- Интерьер хоров XIV в., вид к востоку
- Вид от алтаря на хоры и орган
- Большое Восточное окно
- Резной замок деревянного свода
- Могила епископа Сэмюэла Уолдегрейва[англ.]

Карлайлский собор был заложен в 1123 году, возможно, на фундаментах более старой церкви. Постройка начата в нормандском стиле, который отличает массивная кладка, большие круглые столбы, полуциркульные арки и небольшие окна с полуциркульным завершением. Романские черты сохранились в южном трансепте и двух уцелевших секциях нефа (ныне капелла пограничного полка. Использован местный красноватый песчаник, с годами ставший снаружи почти чёрным. Также со временем здание осело, и столбы накренились в разные стороны.
В XIII веке хоры были перестроены в готическом стиле, причём сделаны шире прежних и симметрично другой осевой линии. В 1292 году новые хоры пострадали от пожара, и всё пришлось переделывать. К 1322 году были завершены аркады в восточном конце, и около 1350 закончено богатое Восточное окно с витражем. Верхние части стен достраивал, вероятно, архитектор англ. John Lewen († ок. 1398). Аркада в готическом стиле с профилированными нервюрами украшена «собачьим зубом», на 12 капителях помимо лиственного орнамента вырезаны фигурки, представляющие занятия каждого месяца в годичном сельскохозяйственном цикле.
Хоры перекрыты деревянным коробовым сводом XIV века, который в 1856 году реставрировал и заново расписал архитектор Оуэн Джонс. Считается, что хоры никогда не были перекрыты каменными сводами, потому что однажды обрушился центральный шпиль, и средства ушли на восстановление центральной башни и северного трансепта (работы завершены около 1420 года).
Южный трансепт примечателен наличием рунических надписей.
Наиболее заметной чертой Карлайлского собора является его большое Восточное окно с девятипросветным переплётом в самом сложном из стилей английской готики — текучем декоративном. Оно является самым большим окном в этом стиле — 51×26 фут² (15,5×7,9 м²), и переплёт образован дугами, проведёнными из 263 центров. Приблизиться к этому окну могут лишь восьмипросветное окно в Йоркском соборе и семипросветное в аббатстве Селби. В окне сохраняется немалая доля стёкол средневекового витража.
На хорах находятся деревянные места для клириков, изготовленные в начале XV века, в том числе 46 мизерикордий. Они украшены резными фигурами. Несмотря на то, что мизерикордии предназначены не давать монахам заснуть на молитве, на столбах, поддерживающих балдахины, можно видеть подпалины от свечей, которые держали в руках сонные священнослужители. Мизерикордии изготовлены из тёмного дуба, на обратной стороне их вырезаны сюжеты из мифов, сцены из жития свв. Антония-отшельника, Кутберта, Августина и 12 апостолов. На самих мизерикордиях типичные образы ангелов, существ из бестиария и химер, повествования и непременные сцены жанра «всё наоборот» (например, женщина бьёт мужчину).
Позолоченный балдахин над алтарём современный по рисунку сэра Чарльза Никольсона.
В окрестностях собора представляют интерес ворота 1527 года постройки и трапезная (ок. 1500). Во времена Средневековья трапезная служила монахам приората. В 2019 году стартовал проект пристройки к трапезной стоимостью £3,4 млн. по проекту Feilden Fowles. Дом настоятеля собора включает укреплённую башню Приора XV века, в которой устроен расписной потолок (современный).

## Музыка

### Орган
Самый раний известный орган Карлайлского собора упоминается в описи имущества 1571 года. В 1661 году построен одномануальный пятирегистровый инструмент, который в 1684 году перевезён в Эпплби-в-Вестморленде, будучи заменён новым органом стоимостью 200 фунтов (9 регистров). Следующий ремонт с расширением произвёл Эндрю Браунлесс в 1748 году, а в 1806 году закончены работы над «лучшим органом Джона Эйвери», который планировался величиной в 17 регистров (от 8-футовых) на трёх мануалах в готического стиля корпусе, но не был завершён из-за смерти мастера в 1804 году.
Орган Эйвери продан в 1856 году и современный инструмент построен Гени Уиллисом в бескорпусном исполнении. На момент постройки он был весьма прогрессивен. В 1875 году орган расширен автором 32-футовым регистром и содержал, таким образом, уже 37 регистров на трёх мануалах и педали. В 1906 году орган снова расширен фирмой Harrison & Harrison до 60 регистров и четырёх мануалов, а в 1930 году перемещён на своё нынешнее место. В 1962 году фирма J. W. Walker & Sons Ltd придала органу более классический звук. В ходе следующей полной чистки и реставрации в 1997 году David Wells вернул ему викторианское звучание, а также заменил трактуру и клапаны. Также было добавлено шесть новых регистров (всего 75).
Самый ранний известный органист собора — Thomas Southick (назначен в 1650 году).

### Хоры
Соборный хор основан в 1133 году в составе четверых взрослых певцов и шестерых мальчиков, которые помогали петь службы монахам. После роспуска монастырей статут 1545 года сохранил этот состав. Современный хор насчитывает 16 мальчиков и шесть взрослых исполнителей. Женский хор из 16 девочек поёт три службы в неделю. Соборная школа закрылась в 1935 году, и дети 8—13 лет набираются из местных школ по результатам прослушиваний. Хористов обучают пению, также они получают стипендии из специального фонда.
Смешанный хор мальчиков и девочек поёт одну службу в неделю под руководством второго органиста.
Добровольный хор смешанного состава собирается время от времени, когда два других отсутствуют.